# Eugen Glueckauf
Eugen Glueckauf (vor 1947 Glückauf) (* 9. April 1906 in Eisenach; † 12. September 1981 in Chilton, Oxfordshire) war ein deutsch-britischer Kernchemiker.

## Leben
Glückauf war der Sohn des Berliner Regenmantelfabrikanten Bruno Glückauf und seiner Ehefrau Elsa, geborene Pretzfelder. Nach dem Schulbesuch studierte Glückauf Physik an der Universität Freiburg und der Universität Berlin. 1932 promovierte er an der Technischen Hochschule in Berlin-Charlottenburg zum Dr. Ing. Anschließend war er für Alfred Reis tätig.
Nach der Machtergreifung der Nationalsozialisten im Frühjahr 1933 wurde Glückauf aufgrund seiner jüdischen Herkunft aus dem Staatsdienst entfernt. Er ging nach London, wo er mithilfe eines Stipendiums des Academic Assistance Council 1934 eine Anstellung am Imperial College London in South Kensington als Forschungsassistent von Fritz Paneth fand. In den folgenden Jahren erforschte er im Auftrag des meteorologischen Büros des Luftfahrtministeriums die Stratosphäre. Außerdem befasste er sich mit der Untersuchung von Helium, um das Alter von Meteoriten zu bestimmen.
1939 wechselte Glückauf als Forschungsassistent an die University of Durham, wo er bis 1947 verblieb. Unterbrochen wurde diese Tätigkeit im Jahr 1940 aufgrund des Ausbruchs des Zweiten Weltkriegs von einer fünfmonatigen Internierung auf der Isle of Man als „feindlicher Ausländer“, da er formal noch immer deutscher Staatsbürger war. Dank der Fürsprache Paneths kam er aber bald wieder frei, um sich seinen Forschungen widmen zu können. Parallel dazu war er von 1942 bis 1944 Stipendiat der Royal Society (MacKinnon Research Student), danach Research Fellow in Durham. Kurz nach Kriegsende erhielt er 1946 die britische Staatsbürgerschaft.
Von den nationalsozialistischen Polizeiorganen wurde Glückauf nach seiner Emigration als Staatsfeind eingestuft: Im Frühjahr 1940 setzte das Reichssicherheitshauptamt in Berlin ihn auf die Sonderfahndungsliste G.B., ein Verzeichnis von Personen, die im Falle einer erfolgreichen deutschen Invasion Großbritanniens durch die Sonderkommandos der SS-Einsatzgruppen mit besonderer Priorität ausfindig gemacht und verhaftet werden sollten.
Von 1947 bis 1971 forschte Glückauf als Abteilungsleiter für Physikalische Chemie und Strahlenchemie am Atomic Energy Research Establishment (AERE) in Harwell, wo er am britischen Programm zur Nutzung der Atomenergie mitarbeitete. Ebenfalls 1947 änderte er seinen Nachnamen in Glueckauf. 1952 wurde er zum Stellvertretenden Chefforscher (Deputy Chief Scientific Officer) ernannt. Nach seiner Pensionierung 1971 gehörte er dieser Institution noch bis 1981 als Berater an. Während seiner Mitarbeit am AERE hat er sich vor allem mit der Radiochemie beschäftigt, speziell auch der Lagerung und Entsorgung radioaktiver Abfälle.
Im Laufe seiner Karriere veröffentlichte Glückauf/Glueckauf mehr als einhundert Artikel in Fachzeitschriften. Außer der Nuklearforschung widmete er sich Forschungen im Bereich der Analyse atmosphärische Gase, der Theorie des Ionenaustausches und der Chromatographie sowie der Erforschung der Destillation von Meereswasser.
1951 erhielt Glückauf einen DSc-Abschluss der University London und wurde 1969 Fellow der Royal Society.
Glückaufs Nachlass wird im Leo Baeck Institute in New York verwahrt. Er umfasst vorwiegend Kopien seiner Forschungspublikationen sowie persönlichen Unterlagen (Zeugnissen, Urkunden für verliehene Preise u. ä.) sowie eine Akte, die mit seinem Wiedergutmachungsverfahren in Zusammenhang steht.

## Familie
Glückauf war seit 1934 verheiratet mit Irma Elise Auguste Trepper. Sie hatten eine Tochter Barbara (* 1938).

## Schriften
Monographien:
- Über den Verlauf der Reaktion zwischen Stickoxydul und Wasserstoff am Platinkontakt, 1932. (Dissertation)
- als Herausgeber: Atomic Energy Waste. Its Nature, Use and Disposal, Butterworth 1961.

Aufsätze:
Eine Zusammenstellung seiner mehr als 100 Aufsätze und Skizzen bei Everett (vgl. Literatur).
- Über eine neue Methode zur Untersuchung von Gasreaktionen unter Ausschluß von Wandwirkungen, in: Zeitschrift für Elektrochemie, Jg. 39, 1933, S. 607–608. (zusammen mit Alfred Reis)